# Oxytropis bajtulinii
Oxytropis bajtulinii är en ärtväxtart som beskrevs av Kotukhov. Oxytropis bajtulinii ingår i släktet klovedlar, och familjen ärtväxter. Inga underarter finns listade i Catalogue of Life.